# Juliusz Żórawski (ziemianin)
Juliusz Bronisław Wiktor Żórawski (vel Jordan-Żórawski) h. Trąby (ur. 21 sierpnia 1833 w Dunaju k. Mławy, zm. 27 maja 1906 w Szczukach) – ziemianin, rolnik. 
Syn Piotra Celestyna i Antoniny z Małowiejskich. Nauki początkowe pobierał w Mławie, następnie uczył się w Warszawie. Po śmierci ojca (1848) przerwał naukę i praktykował w Mławskiem, Ciechanowskiem i Lubelskiem. Od 1856 do 1865 prowadził folwark w Luszewie o pow. 768 ha u bliskich krewnych Grabowskich (otrzymał go w zapisie rodzinnym w 1902). Od 1864 do śmierci dzierżawę Szczuki, 260-hektarowy majątek należący do hr. Ludwika Krasińskiego. Równolegle gospodarował i opiekował się majątkiem Szczurzyn, którego właściciel został zesłany na Syberię za udział w powstaniu styczniowym. 
Żórawski prowadził w Szczukach wzorcowe gospodarstwo rolne, w którym specjalizowano się w uprawie buraków cukrowych. W 1871 odbył z M. Wortmanem podróż do Czech, gdzie zwiedził dobra książąt Schwartzenbergów i majątek Horsky'ego, badając uprawy cukrownicze i proces przeróbki buraka. Rezultatem tej podróży było m.in. upowszechnienie nawozów sztucznych w Szczukach. W 1872 stał się udziałowcem, a w latach 1880–1889 współadministratorem cukrowni "Krasiniec". Nabył majątek Górki (który w 1881 sprzedał Edwardowi Stryjewskiemu), dzierżawił też dobra Krasnosielc (12023 ha). Z jego inicjatywy powstało w Szczukach w 1889 pierwsze ziemiańskie kółko rolnicze. Pomagał w prowadzeniu rolniczej stacji doświadczalnej w Chojnowie, majątku Stanisława Chełchowskiego. W 1893 otrzymał w Chicago najwyższą nagrodę za nasiona zbóż produkowanych w Szczukach. W majątku Szczuki czynna była ochronka i szkółka dla służby folwarcznej. Dzieci Żórawskiego uczyła w latach 1886–1889 Maria Skłodowska. 
Żonaty od 1885 z Kazimierą z Kamieńskich h. Jastrzębiec, ojciec Kazimierza, Bronisławy Rykowskiej (żony Stanisława, wychowanka Adolfa Schimmelpfenniga), Władysława, Juliusza, Stanisława i Anny Piwkowskiej. Majątek Szczuki i sąsiednie Węgrzynowo dzierżawił po ojcu syn Juliusz.